# جمصه
جمصه نام شهر و شهرستانی در استان دقهلیه مصر است. 

## منبع
ویکی‌پدیای عربی، ۲۱ مارس ۲۰۰۷.